# راكون (مسلسل كرتوني)
الراكون مسلسل تلفزيوني كرتوني كندي من إبتكار كيفن غليس كان عرضه الأول في الفترة من أكتوبر/تشرين الأول 21, 1985 إلى 1991 بدء بـ 13 حلقة سبقتها 4 حلقات خاصة، مولت هيئة الإذاعة الكندية وقناة ديزني المسلسل حيث كلّف حوالي 4.5$ مليون دولار لصناعته ليصبح عدد حلقات المسلسل بعد ذلك 60 حلقة
وتمت دبلجته إلى العربية بنفس الاسم (راكون)

## نبذة عن المسلسل
تدور احداث السلسلة حول حيوان الراكون بيرت والزوجين، الراكونين رالف وميليسا، حيث ان بيرت صديقهما ورفيقهم في السكن. يعرض المسلسل جهود الثلاثي في مواجه آكل النمل الطماع سيريل واتباعه، الذي يحاول غالباً تدمير الغابة.لكن يتمكن الراكون من حماية غابتهم دائما من مخططات سيريل بمساعدة من أصدقاء غابتهم التي تتضمن سكيفر كلب الرعي الطيف، سيدريك ابن سيريل، وصوفيا صديقة سيدريك
المسلسل قدم مجموعة من الدروس والعبر التي تتمحور حول حماية البيئة والتمسك بالأصدقاء وغيرها

## الشخصيات

### جانب الخير
- الراكون بيرت: بطل العرض الرئيسي.[1][2][3] هو صديق رالف وميليسا المفضل منذ الطفولة ورفيقهم في السكن. راكون نشيط ذو خيال خصب، يحبّ بيرت دائما البحث عن المغامرة والإستمتاع بحياته.
- الراكونان رالف و ميليسا: زوجان يعيشان حياتهما بسعادة في منزلهما حيث يعيش بيرت عندهما،
- سيدريك: ابن سيريل ووريثة الشرعي وبالرغم من ذلك إلا انه صديق بيرت المفضل
- سكيفر: كلب رعي ضخم، وهو أحد اصدقاء حيوانات الراكون، شخصية ذات طابع هاديء ولطيف
- بروو: وهو جرو كلب رعي، يحب بيرت ويعتبره مالكه
- صوفيا: صديقة سيدريك

### جانب الشر
- سيريل سنير: الشخصية الشريرة الرئيسية في المسلسل، سيريل آكل نمل، ذو انف طويل، وهو رجل أعمال طماع وعديم الرحمة
- سناج : كلب سيريل وسيدريك ويعتبر حيوانهما الأليف، يملك حاسة شم قوية
- الخنازير: فريق يتكون من ثلاثة خنازير يُعتبرون مساعدي وانصار سيريل الرئيسيين
- الدببة: مساعدي سيريل الإضافيون، يعملون كجنود وجواسيس...الخ.
- السّيد نوكس: صديق سيريل، وهو تمساح متزوّج من السّيدة بايدن-بايدن، ومالك شركة كي. إن. أو. إكس. التلفزيونية.
- ميلتن ميداس: رجل أعمال وغشاش من الطراز الأول.
- روبن ستيل: حيوان ابن عرس، شخص محتال ولئيم

## الاغاني والموسيقى التصورية
حصل المسلسل على مجموعة ناجحة جداً من الموسيقى التصورية في ذلك الوقت من ضمنها أغنية المسلسل الرئيسية "إهرب معنا""Run With Us" من قبل مؤدية الصوت Lisa Lougheed التي قامت بأداء شخصية الراكون ليزا، وتم إصدار البوم غنائي خاص بالمسلسل تحت اسم إيفرغرين نايتس أي ليالي الغابة الخضراء

## ردود ألأفعال حول المسلسل
تلقى الراكون إستحسان النقّادِ. ذكر مصدر من النيويورك تايمز، في مقابلة خاصة لتلفزيونِهم الثانيِ بأن مسلسل الراكون يحوي شخصيات محبوبة، دَعم بشكل رائع وبإنتاج جذّاب، وكذلك أُستحسنت الحلقة الخاصة الثالثةَ «حيوانات الراكون والنجمة الضائعة» واصفينه بمغامرة ممتعة مَلأتْ بالصور المتحركّة لأجواء الفضاءِ مدعومة بألالحان والشخصيات المحببة كالراكون وكلب الصيد (حيث ظهرت هذه الشخصيات بهذه الحلقة).
رُشّح المسلسل للعديد مِنْ الجوائزِ، من ضمن هذه الجوائز، جائزة غيميني لأفضل صوت وأفضل كتابة، وفاز بجائزة لأفضل سلسلة رسوم متَحركة.

## النسخة العربية
دبلج المسلسل للعربية وعرض في عدة قنوات عربية منها إم بي سي دبلج المسلسل كامل ماعدا الحلقات الـ4 الخاصة ولم تختلف النسخة العربية عن النسخة ألاصلية سوى في أسماء الشخصيات تمت دبلجة العمل للعربية في اواخر التسعينات بواسطة شركة عرب للإنتاج الفني ويتألف فريق العمل من...
الممثلون:
ملك مرقدة،
منصور عبد الرحمن،
حنان شقير،
ماجدة فوتي،
زينة ظروف،
عاصم الحواط،
راشد عيسى
ترجمة:
طريف الغبرة
التدقيق اللغوي:
نادر مدخنة
الإعداد:
عمار شيخ جبر
غناء:
سونيا بيطار،
باسل حاج يوسف
كلمات الاغنية:
ندى الحكيم،
اوراس عبيد،
مروان الكرجوسلي
عمليات الدوبلاج والتسجيل:
إستديو/ فاهية
هندسة الصوت:
حسان ربيع
المكساج:
لويس أبو عسلي
تنفيذ الشارة:
الرواد
مدير الإنتاج:
ندى الحكيم
إنتاج وتوزيع:
شركة عرب للإنتاج الفني
المتابعة الإدارية:
محمد مضر الجندي
المنتج الفني:
أسامة شحادة
الإشراف العام:
محمد أكرم الجندي
الإشراف الفني:
امل حويجة

## إقرء أيضاً
ليزا لويد
إيفرغرين نايتس (البوم غنائي)
اهرب معنا (اغنية)

## روابط خارجية
- راكون على موقع IMDb (الإنجليزية)
- راكون على موقع فيلمافينيتي (الإسبانية)
- راكون على موقع كينوبويسك (الروسية)
- راكون على موقع ألو سيني (الفرنسية)
- راكون على موقع قاعدة بيانات الفيلم (الإنجليزية)